# Ikebdanen
 (avril 2025).
Améliorez-le ou discutez des points à vérifier. 
 (juin 2023).
La mise en forme du texte ne suit pas les recommandations de Wikipédia : il faut le « wikifier ».
Les points d'amélioration suivants sont les cas les plus fréquents. Le détail des points à revoir est peut-être précisé sur la page de discussion.
- Les titres sont pré-formatés par le logiciel. Ils ne sont ni en capitales, ni en gras.
- Le texte ne doit pas être écrit en capitales (les noms de famille non plus), ni en gras, ni en italique, ni en « petit »…
- Le gras n'est utilisé que pour surligner le titre de l'article dans l'introduction, une seule fois.
- L'italique est rarement utilisé : mots en langue étrangère, titres d'œuvres, noms de bateaux, etc.
- Les citations ne sont pas en italique mais en corps de texte normal. Elles sont entourées par des guillemets français : « et ».
- Les listes à puces sont à éviter, des paragraphes rédigés étant largement préférés. Les tableaux sont à réserver à la présentation de données structurées (résultats, etc.).
- Les appels de note de bas de page (petits chiffres en exposant, introduits par l'outil «  Source ») sont à placer entre la fin de phrase et le point final[comme ça].
- Les liens internes (vers d'autres articles de Wikipédia) sont à choisir avec parcimonie. Créez des liens vers des articles approfondissant le sujet. Les termes génériques sans rapport avec le sujet sont à éviter, ainsi que les répétitions de liens vers un même terme.
- Les liens externes sont à placer uniquement dans une section « Liens externes », à la fin de l'article. Ces liens sont à choisir avec parcimonie suivant les règles définies. Si un lien sert de source à l'article, son insertion dans le texte est à faire par les notes de bas de page.
- La présentation des références doit suivre les conventions bibliographiques. Il est recommandé d'utiliser les modèles {{Ouvrage}}, {{Chapitre}}, {{Article}}, {{Lien web}} et/ou {{Bibliographie}}. Le mode d'édition visuel peut mettre en forme automatiquement les références.
- Insérer une infobox (cadre d'informations à droite) n'est pas obligatoire pour parachever la mise en page.

Pour une aide détaillée, merci de consulter Aide:Wikification.
Si vous pensez que ces points ont été résolus, vous pouvez retirer ce bandeau et améliorer la mise en forme d'un autre article.
Ikebdanen (en amazigh : ⵉⴽⴱⴷⴰⵏⴰⵏ Ikebdanen,,, ou ⵉⵛⴱⴷⴰⵏⴰⵏ Icebdanen, en darija : كبدانا Kebdana) est une tribu berbère rifaine située à l'est de la ville de Nador, dans la région du Rif, au nord-est du Maroc,  Les Ikebdanen sont bordés à l'ouest par la tribu rifaine des Iqer'iyen (Province de Nador) et à l'est par la tribu rifaine des Ait Iznassen (Province de Berkane).
Cette tribu amazighe d'origine zénète habite le Massif des Ikebdanen, qui s'étend dans la province de Nador et la province de Driouch.

## Histoire
Le géographe arabe Al-Bekri mentionne au Xe siècle la présence des Ikebdanen dans l’extrême est du Rif. 
Les Ichebdanen sont réputés comme étant de farouches guerriers. Ils sont les premiers rifains à s’être soulevés contre les incursions coloniales des Espagnols lors de la bataille de Lehdara en 1893 bien avant la guerre du Rif. 
Ils ont aussi participé à la guerre du Rif aux côtés d'Abdelkrim al-Khattabi.
August Moulieras dira des Ikebdanen: 
Tribu zénètes, Kebdana est comprise entièrement dans le désert de Garète, Ce fleuve desséché ne se laisse pas arrêter par le cours d’eau le plus important du rivage africain de la Méditerranée après le Nil , Moulouya ; il l’a franchi sans pouvoir l’endiguer ou la combler, s’arrêtant seulement à l’immensité de la mer, déployant orgueilleusement, en face de la nappe bleue, ses cinquante kilomètres d’estuaires embouchure démesurée qui s’étend depuis le lac de Bou-Erg jusqu’à la frontière oranaise. 
Les Kebdana adorent tout ce qui touche de près ou de loin à la religion (l’Islam) font de grands sacrifices pour attirer dans ses zaouiya (séminaires) les professeurs renommés. Tout étudiant est le bienvenu dans ses nombreuses mosquées.
Les Joyeux écoliers, sachant la prédilection dont ils sont l’objet, accourent en foule dans cette tribu qu’ils surnomment Djebel Ed-Degig (la Montagne de la Farine). Ils ont également donné ce nom aux Aït iznassen et Aït Snous 
(cercle de Tlemcen), parce qu’ils y reçoivent beaucoup de farine avec laquelle ils font eux-memes leur pain, vendant ensuite celle qu’ils ne peuvent pas consommer.

## Villes
Les principales villes des Ikebdanen sont :
- Kariat Arekmane
- Ras El Ma (Ixef n Cebdan, Kaboyawa, Cap-de-l'Eau, Cabo de Agua), capitale des Ikebdanen
- Ait Mhand
- Ihedrawiyen